# Estado Novo (Brasilien)
Der Begriff Estado Novo (portugiesisch: „Neuer Staat“) war die Selbstbezeichnung der von Getúlio Vargas begründeten autoritären Diktatur in Brasilien ab 1937, wird aber auch zur Bezeichnung der gesamten Vargas-Ära von 1930 bis 1945 verwendet. Zentrale Merkmale des „Neuen Staates“ waren Nationalismus, Autoritarismus, Zentralismus und Antikommunismus, aber auch Populismus und Sozialstaatlichkeit. Ähnlich wie der portugiesische Estado Novo unter António de Oliveira Salazar wies das Vargas-Regime Merkmale des Klerikalfaschismus auf.

## Geschichte

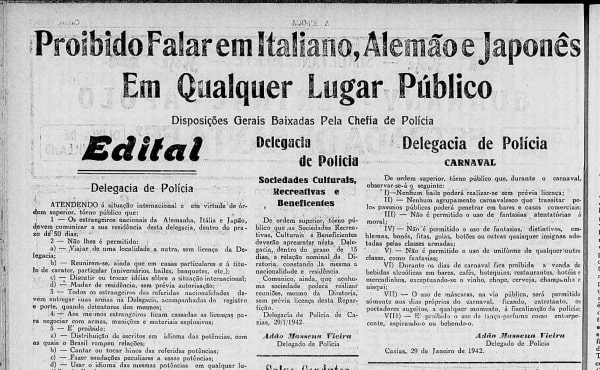
Verbot, in der Öffentlichkeit italienisch, deutsch und japanisch zu sprechen

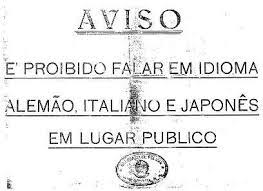
Verbot, in der Öffentlichkeit italienisch, deutsch und japanisch zu sprechen

Brasilien wurde vor allem durch den Verfall der Kaffeepreise von der Weltwirtschaftskrise ab 1929 hart getroffen. In der Bevölkerung wuchs die Unzufriedenheit mit dem oligarchischen System der seit 1889 bestehenden ersten brasilianischen Republik. Bei der Präsidentenwahl 1930 trat der populäre Politiker Getúlio Vargas gegen den Kandidaten des Regierungslagers, Júlio Prestes, an. Nachdem der Sieg von Prestes verkündet worden war, brach im Bundesstaat Rio Grande do Sul eine Revolte aus, die rasch auf die damalige Hauptstadt Rio de Janeiro überschwappte. Das brasilianische Militär schlug sich auf die Seite der Aufständischen, setzte die alte Regierung ab und ernannte Vargas am 24. Oktober 1930 zum Präsidenten.
Die Politik des neuen Machthabers war anfangs stark auf die städtische Mittelschicht und gegen die ländlichen Großgrundbesitzer gerichtet. Inspiriert von Franklin D. Roosevelts New Deal in den USA verfolgte Vargas eine nachfrageorientierte Wirtschaftspolitik mit nationalistischen und protektionistischen Zügen. Auch die Industrialisierung Brasiliens wurde stark vorangetrieben. Darüber hinaus führte Vargas eine Reihe von Sozialreformen durch, die ihm den Spitznamen „Vater der Armen“ einbrachten. Die neue Wirtschafts- und Sozialpolitik wurde als sehr erfolgreich wahrgenommen und steigerte nochmals die Popularität des Präsidenten.
1934 trat eine neue brasilianische Verfassung in Kraft, die stärker zentralistisch ausgerichtet war und die Macht des Staatsoberhauptes weiter stärkte, vor allem gegenüber den mächtigen alten Eliten in der Peripherie. In seiner zweiten Amtszeit durchliefen Vargas und viele seiner Anhänger jedoch einen starken „Rechtsruck“, welcher sich in einer Annäherung an die rechtsextremen Integralisten und militanten Antikommunismus äußerte. Im September 1937 ließ der Präsident unter dem Vorwand eines angeblich bevorstehenden kommunistischen Umsturzversuchs den Ausnahmezustand verhängen und sich mit diktatorischen Vollmachten ausstatten. Anschließend setzte er die Verfassung außer Kraft, verbot alle politischen Organisationen und rief den „Estado Novo“ aus.
Fortan stand Brasilien acht Jahre lang unter Kriegsrecht, und Vargas nutzte seine unumschränkte Machtposition, um einen repressiven Polizeistaat aufzubauen. Die Unabhängigkeit der Justiz wurde ebenso eingeschränkt wie der traditionelle brasilianische Föderalismus. Die Modernisierung von Staat und Wirtschaft wurden vom Diktator weiter entschlossen vorangetrieben. Zudem bemühte er sich um die Etablierung einer nationalen Identität Brasiliens, was unter anderem in der Förderung der portugiesischen Sprache und der Integration der Ureinwohner zum Ausdruck kam. Mit weiteren Sozialreformen, unter anderem der Durchsetzung des Achtstundentages im Jahr 1943, stärkte Vargas seinen Rückhalt in der Bevölkerung.
Bei Ausbruch des Zweiten Weltkrieges erklärte Vargas zunächst die Neutralität Brasiliens, nach dem Angriff auf Pearl Harbor wurde das Land aufgrund der engen politischen und wirtschaftlichen Bindung an die USA jedoch immer stärker in die Ereignisse verstrickt. Nachdem 1942 brasilianische Handelsschiffe von den Achsenmächten versenkt worden waren, verlangte die Öffentlichkeit immer lauter nach einem Kriegseintritt. Dieser wurde im Januar 1943 nach einem Treffen von Vargas mit Franklin D. Roosevelt beschlossen. Im Juli 1944 wurde ein brasilianisches Expeditionskorps nach Italien gesendet.
Nach Ende des Krieges betrachtete Vargas die Popularität der Kriegsheimkehrer als Bedrohung für sein Regime und bemühte sich, sie möglichst aus der Öffentlichkeit fernzuhalten. Der Sieg der von Brasilien unterstützen West-Alliierten ließ die Forderungen nach Redemokratisierung im brasilianischen Volk lauter werden. Vargas versuchte, dieser Stimmung mit Zugeständnissen entgegenzukommen, wurde jedoch schließlich am 29. Oktober 1945 überraschend vom Militär abgesetzt. Der dafür verantwortliche Verteidigungsminister Eurico Gaspar Dutra wurde im Januar 1946 schließlich zum Präsidenten gewählt. Zwar wurde Getúlio Vargas später noch einmal zum brasilianischen Staatsoberhaupt, ohne jedoch an seine einstige Machtfülle anknüpfen zu können. Das Projekt des „Estado Novo“ endete mit seiner ersten Absetzung.